# Records de Côte d'Ivoire d'athlétisme

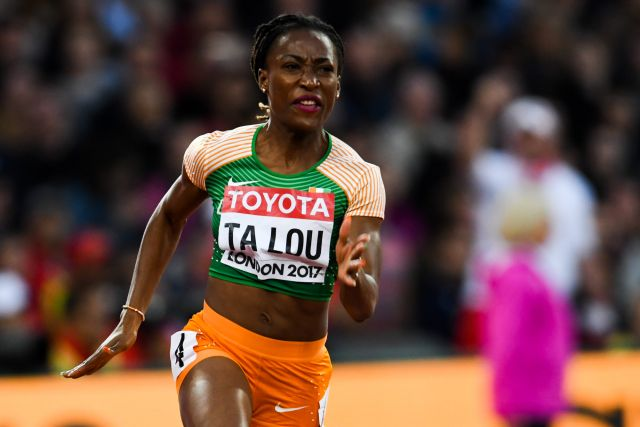
Marie-Josée Ta Lou détient le record d'Afrique du 100 m

Les records de Côte d'Ivoire d'athlétisme sont les meilleures performances réalisées par des athlètes ivoiriens et homologuées par la Fédération ivoirienne d'athlétisme.

## Plein air

### Hommes
| Épreuve:             | Record: | Athlète:                                                                                     | Date:             | Compétition:                                | Lieu:           | Réf.  |
| -------------------- | --- | -------------------------------------------------------------------------------------------- | ----------------- | ------------------------------------------- | --------------- | ----- |
| 100 m                | 9 s 93 (+1,9 m/s) | Arthur Cissé                                                                                 | 24 juillet 2019   | Bayer-Classics                              | Leverkusen      |       |
| 200 m                | 19 s 93 (-0,1 m/s) | Cheickna Traoré                                                                              | 24 mai 2024       |                                             | Lexington       | [ 1 ] |
| 400 m                | 44 s 30 | Gabriel Tiacoh                                                                               | 7 juin 1986       | Championnats NCAA                           | Indianapolis    | [ 2 ] |
| 800 m                | 1 min 47 s 09 | Siahka Bamba                                                                                 | 6 août 2003       |                                             | Castres         |       |
| 1 500 m              | 3 min 39 s 60 | Siahka Bamba                                                                                 | 23 août 2001      |                                             | Nantes          |       |
| 3 000 m              | 8 min 27 s 48 | Atse Herrera Jonathan                                                                        | 24 juin 2025      |                                             | Brugg           |       |
| 5 000 m              | 14 min 28 s 6 | Pierre Kouabénan                                                                             | 23 avril 1988     |                                             | Abidjan         |       |
| 10 000 m             | 30 min 09 s 16 | Atse Herrera Jonathan                                                                        | 4 mai 2024        | Championnats de France du 10 000 m          | Pacé            | [ 3 ] |
| 5 km                 | 14 min 38 s | Atse Herrera Jonathan                                                                        | 31 décembre 2020  | Cursa dels Nassos                           | Barcelone       |       |
| 10 km                | 30 min 22 s | Atse Herrera Jonathan                                                                        | 27 novembre 2022  | Courses de la Saint-Nicolas                 | Nancy           |       |
| Semi-marathon        | 1 h 05 min 26 s | Atse Herrera Jonathan                                                                        | 22 octobre 2023   | Semi-marathon de Valence                    | Valence         |       |
| Marathon             | 2 h 19 min 21 s | Atse Herrera Jonathan                                                                        | 3 décembre 2023   | Marathon de Valence                         | Valence         | [ 4 ] |
| 110 m haies          | 13 s 86 (+1,7 m/s) | Marcellin Dally                                                                              | 8 juillet 1992    |                                             | Argentan        | [ 5 ] |
| 400 m haies          | 48 s 94 | René Djédjémel Mélédjé                                                                       | 13 août 1986      | Weltklasse Zürich                           | Zurich          |       |
| 3 000 m steeple      | 9 min 22 s 14 | Koné Yossodjo                                                                                | 2 mai 2021        |                                             | Séville         | [ 6 ] |
| Saut en hauteur      | 2,08 m | Moustapha N'Dir                                                                              | 28 mai 1970       |                                             | Dakar           |       |
| Saut en hauteur      | 2,08 m | Kouami N'Dri                                                                                 | 5 mai 1979        |                                             | Abidjan         |       |
| Saut à la perche     | 5,35 m | Rashid Coulibaly                                                                             | 26 mai 2017       | Championnats NCAA Ouest - Tour préliminaire | Austin          |       |
| Saut en longueur     | 7,77 m | Thierry Konan                                                                                | 30 mars 2018      |                                             | Abidjan         |       |
| Triple saut          | 15,78 m | Patrice Bohoury                                                                              | 16 avril 1981     |                                             | Yamoussoukro    |       |
| Lancer du poids      | 17,89 m | Martin Mélagne                                                                               | 9 août 1987       | Jeux africains                              | Nairobi         |       |
| Lancer du disque     | 58,16 m | Denis Ségui Kragbé                                                                           | 25 septembre 1968 |                                             | Barcelone       |       |
| Lancer du marteau    | 48,21 m | Aye Elysé Boni                                                                               | 14 février 2021   |                                             | Mariano Comense |       |
| Lancer du javelot    | 71,56 m | Leonard Koffi Kouadio                                                                        | 14 juillet 1987   |                                             | Tours           |       |
| Décathlon            | 7 028 pts | Yves N'Dabian                                                                                | 9–10 juin 2001    |                                             | Arles           |       |
| Décathlon            | 10 s 80 (100 m), 7,04 m (longueur), 10,34 m (poids), 1,87 m (hauteur), 49 s 32 (400 m) / 15 s 00 (110 m haies), 31,49 m (disque), 4,45 m (perche), 42,92 m (javelot), 4 min 39 s 21 (1 500 m) |                                                                                              |                   |                                             |                 |       |
| 20 km marche (route) | |                                                                                              |                   |                                             |                 |       |
| 50 km marche (route) | |                                                                                              |                   |                                             |                 |       |
| 4 × 100 m            | 38 s 60 | Équipe nationale Ibrahim Meité Ahmed Douhou Yves Sonan Eric Pacome N'Dri                     | 12 août 2001      | Championnats du monde                       | Edmonton        | [ 7 ] |
| 4 × 400 m            | 3 min 03 s 50 | Équipe nationale Georges Kablan Degnan Avognan Nogboum René Djédjémel Mélédjé Gabriel Tiacoh | 10 août 1984      | Jeux olympiques                             | Los Angeles     |       |

### Femmes
| Épreuve              | Record | Athlète                                                                               | Date             | Compétition                                 | Lieu             | Réf.   |  |
| -------------------- | --- | ------------------------------------------------------------------------------------- | ---------------- | ------------------------------------------- | ---------------- | ------ |  |
| 100 m                | 10 s 72 (+0,4 m/s) (AR) | Marie-Josée Ta Lou                                                                    | 10 août 2022     | Meeting Herculis                            | Monaco           |        |  |
| 200 m                | 22 s 08 (+0,8 m/s) | Marie-Josée Ta Lou                                                                    | 11 août 2017     | Championnats du monde                       | Londres          | [ 8 ]  |  |
| 400 m                | 51 s 94 | Jessika Gbai                                                                          | 13 avril 2024    | Mémorial Tom Jones                          | Gainesville      | [ 9 ]  |  |
| 800 m                | 2 min 02 s 99 | Célestine N'Drin                                                                      | 30 mai 1990      | Tom Jones                                   | Durham           | [ 10 ] |  |
| 1 500 m              | 4 min 38 s 3 | Caroline Aba                                                                          | 17 mai 1991      |                                             | Kumasi           |        |  |
| 3 000 m              | 10 min 09 s 1 | Caroline Aba                                                                          | 24 mai 1989      |                                             | Bouaké           |        |  |
| 5 000 m              | 17 min 51 s 8 | Maférima Traoré                                                                       | 3 juin 1995      |                                             | Bouaké           |        |  |
| 10 000 m             | 38 min 27 s 14 | Maférima Traoré                                                                       | 22 juillet 1995  |                                             | Bouaké           |        |  |
| Marathon             | 4 h 10 min 9 s | Isabelle Konaté                                                                       | 7 mars 2010      | Marathon de Barcelone                       | Barcelone        |        |  |
| 100 m haies          | 13 s 14 (+1,4 m/s) | Rosvitha Okou                                                                         | 12 juillet 2014  | Championnats de France                      | Reims            |        |  |
| 400 m haies          | 56 s 39 | Marie Womplou                                                                         | 12 juillet 1994  | Jeux de la Francophonie                     | Bondoufle        |        |  |
| 3 000 m steeple      | 12 min 21 s 7 | Maïmouna Berthé                                                                       | 20 juin 2018     |                                             | Abidjan          |        |  |
| Saut en hauteur      | 1,95 m | Lucienne N'Da                                                                         | 28 juin 1992     | Championnats d'Afrique                      | Belle Vue Maurel |        |  |
| Saut à la perche     | 3,80 m | Sinali Alima Ouattara                                                                 | 9 juillet 2014   |                                             | Aulnay-sous-bois |        |  |
| Saut en longueur     | 6,38 m (+2,0 m/s) | Patricia Soman                                                                        | 26 avril 2003    | Drake Relays                                | Des Moines       |        |  |
| Triple saut          | 13,35 m (+0,3 m/s) | Célia-Christelle M'Boua                                                               | 12 juillet 2013  | Championnats de France                      | Paris            |        |  |
| Lancer du poids      | 14,74 m | Angeline Gbahy                                                                        | 12 juillet 1998  |                                             | Évreux           |        |  |
| Lancer du disque     | 59,61 m | Suzanne Kragbé                                                                        | 27 juin 2014     | Meeting Stanislas                           | Tomblaine        | [ 12 ] |  |
| Lancer du marteau    | 52,85 m | Andrea Vahoua                                                                         | 18 mars 2016     | Wake Forest Open                            | Winston-Salem    | [ 13 ] |  |
| Lancer du javelot    | 49,83 m | Gabriela Kouassi                                                                      | 29 juillet 2011  |                                             | Albi             |        |  |
| Heptathlon           | 5 766 pts | Gabriella Kouassi                                                                     | 13–14 avril 2012 | Championnats d'Afrique d'épreuves combinées | Bambous          | [ 14 ] |  |
| Heptathlon           | 13 s 96 (+1,8 m/s) (100 m haies), 1,68 m (hauteur), 13,45 m (shot put), 25 s 77 (-0,5 m/s) (200 m) / 5,83 m (+1,7 m/s) (longueur), 47,57 m (javelot), 2 min 24 s 25 (800 m) |                                                                                       |                  |                                             |                  |        |  |
| 20 km marche (route) | |                                                                                       |                  |                                             |                  |        |  |
| 4 × 100 m            | 41 s 90 | Équipe nationale Murielle Ahouré-Demps Marie-Josée Ta Lou Jessika Gbai Maboundou Koné | 27 août 2023     | Championnats du monde                       | Budapest         | [ 15 ] |  |
| 4 × 400 m            | 3 min 37 s 58 | Équipe nationale Alimata Koné L. Kore Marie Womplou Célestine N'Drin                  | 18 juillet 1989  | Jeux de la Francophonie                     | Casablanca       |        |  |

## Salle

### Hommes
60 m : 6 s 53 : Arthur Cissé